# Károly Divald
 (novembre 2013).
Dans le nom hongrois Divald Károly, le nom de famille précède le prénom, mais cet article utilise l’ordre habituel en français Károly Divald, où le prénom précède le nom.
Károly Divald  (Schemnitz, 2 novembre 1830 – Eperjes, 7 novembre 1897) est un spéléologue et photographe hongrois.

## Collections, musées
- Bibliothèque nationale de France[1]